# Trest smrti v Lucembursku

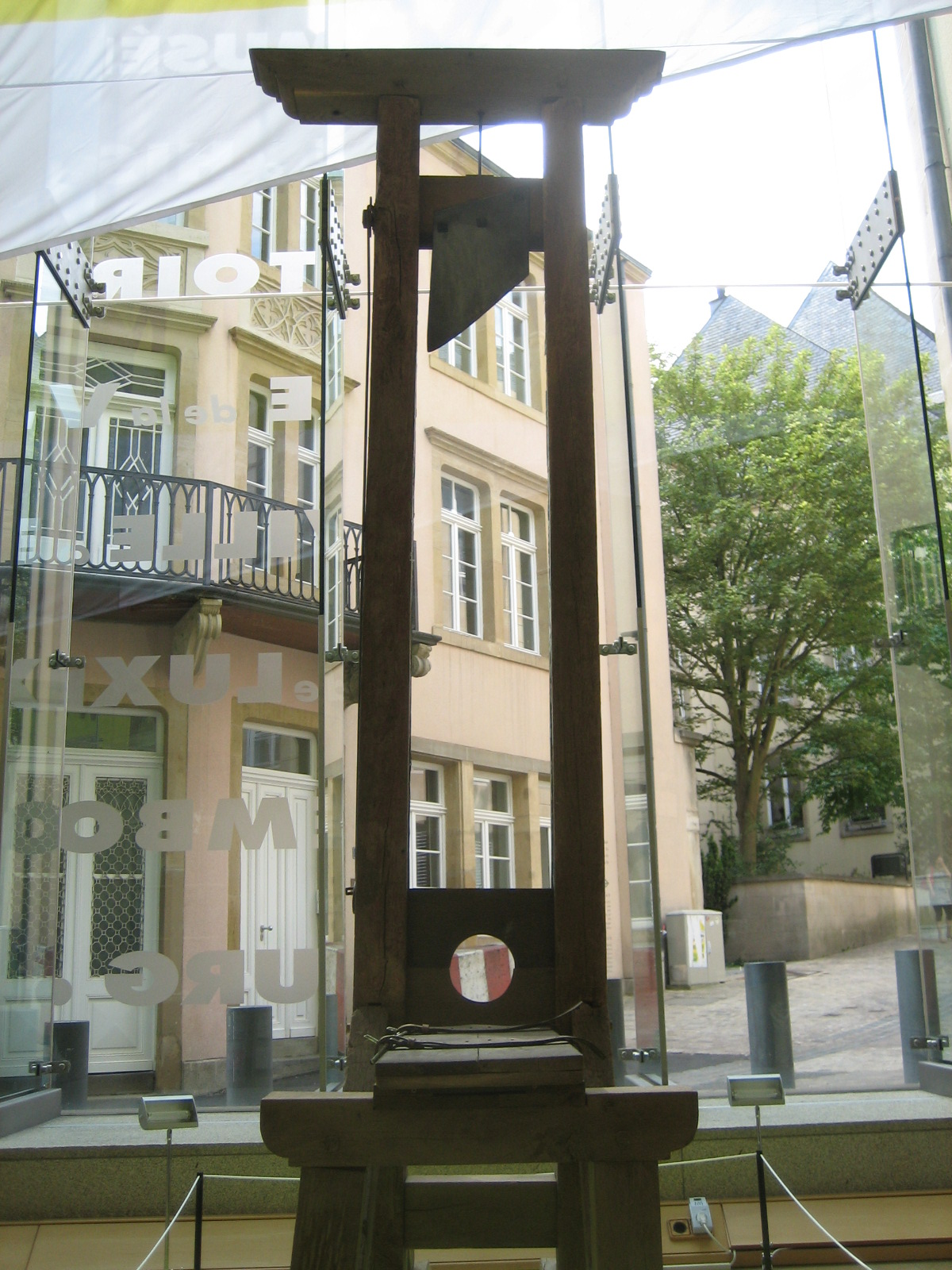
Gilotina, která se v Lucembursku používala k popravám v letech 1798 až 1821

Trest smrti v Lucembursku byl zrušen za všechny trestné činy v roce 1979. Až do 18. století se v Lucembursku, podobně jako v dalších zemích Evropy, o trestu smrti nediskutovalo. V té době byl aplikován ve všech zemích a často byl spojen s mučením. V Lucembursku byli odsouzenci popravováni oběšením, stětím, upálením nebo utopením. Způsoby popravy nebyly u každého soudu stejné a závisely i na spáchaném hrdelním zločinu.

## Historie
Na základě příkazu vydaného vévodou z Alby dne 9. července 1570 bylo rozhodnuto, že odsouzenci k smrti měli být popraveni do 24 hodin od vynesení rozsudku. Rozsudek měl být také na místě výkonu popravy přečten nahlas, aby každý případ sloužil lidem jako odstrašující příklad. Mrtvolu odsouzence nebylo dovoleno pohřbít, dokud k tomu nedal povolení soudce.
Trest smrti oběšením na šibenici byl ukládán za hrdelní zločiny jako byla krádež s přitěžujícími okolnostmi, svatokrádež, padělatelství, podvodný bankrot nebo zveřejnění pomluvy nebo urážek. Upálení na hranici hrozilo v případě sodomie, magie nebo čarodějnictví. V některých případech byl odsouzenec nejprve uškrcen a poté upálen, jindy byl upálen zaživa. Vrazi dětí bývali pohřbeni zaživa.
Tresty stanové ve starém německém mezinárodním právu převzala tzv. Carolina (Constitutio Criminalis Carolina), která byla zavedena v roce 1532 za panování Karla V., který byl mj. i lucemburským vévodou. Podle tohoto práva byla například v roce 1574 pod šibenicí v Arlonu pohřbena zaživa žena, která v noci hodila svou dceru do studny. V roce 1580 byla zaživa pohřbena i žena ve Virtonu. K pohřební žen zaživa došlo i v roce 1555 v Gréiwemaacheru, v roce 1589 v Lucemburku, v roce 1594 v Dikrechu a v roce 1597 v Réimechu.

### Pod francouzskou nadvládou (1795–1814)
Po obsazení Lucemburska francouzskými vojsky v roce 1795 byla v zemi zavedena poprava gilotinou. Poprvé zde byla poprava gilotinou vykonána dne 24. září 1798. V roce 1799 bylo v Glacis gilotinou popraveno 14 účastníků rolnického povstání proti francouzské okupaci. Henry Joseph Cornelis, voják Régiment des chasseurs à cheval a jeho bratr Nicolas Joseph Cornelis, rolník z Piersamontu, byli dne 19. května 1811 usvědčeni císařským soudem v Metách z vraždy a dne 17. září 1811 byli popraveni.

### Pod nizozemskou nadvládou (1814–1821)
Z této doby jsou tři záznamy o výkonu trestu smrti. Dva muži byli odsouzeni Nejvyšším soudem v Lutychu dne 7. září 1816 a popraveni byli 18. října 1816. Třetím popraveným byl François Hilbert, mlynář z mlýna u Schraassegu, který zabil svou ženu. Byl odsouzen soudem v Lutychu a 20. února 1821 byl sťat. Byl tak posledním člověkem v Lucembursku, který byl sťat gilotinou.

### Období 1821 až 1979
Ústava z 27. listopadu 1856 přijala ustanovení z roku 1848 a trest smrti v ní zůstal zachován. Zachován zůstal i po změnách ústavy v roce 1868, 1919, 1948, 1956 a 1972. V období od roku 1821 do roku 1945 není jediný záznam o vykonané popravě za civilní zločin.

#### Období 1863 až 1900
V letech 1863 až 1900 byla v Lucembursku vysoká míra kriminality. Podle dochovaných záznamů bylo v letech 1863 až 1879 k trestu smrti odsouzeno osmnáct lidí a patnáct lidí bylo odsouzeno k trestu odnětí svobody na doživotí. Dalším 188 odsouzencům byly uděleny dlouhé tresty odnětí svobody.
V letech 1879 až 1900 byli další tři lidé odsouzeni k trestu smrti a 12 k doživotnímu žaláři. Dalším 208 odsouzencům byly uděleny dlouhé tresty odnětí svobody. V této době bylo k trestu smrti odsouzeno méně lidí pravděpodobně kvůli skutečnosti, že v trestním zákoníku z roku 1879 byly zavedeny polehčující okolnosti. Těmito třemi odsouzenci k trestu smrti byli Anne Heiderscheid odsouzená 5. července 1881 (trest jí byl zmírněn 7. září 1881), Jean Muller odsouzený 5. června 1893 (trest mu byl zmírněn 15. listopadu 1893) a Pierre Stecker odsouzený 11. července 1899 (trest mu byl zmírněn 23. prosince 1899).

#### Období 1900 až 1945
V tomto období neexistuje žádný záznam o udělení trestu smrti, přestože bylo jeho udělení v dané době stále možné.

#### Období 1945 až 1979
Dekretem velkovévody ze dne 6. listopadu 1944 o zločinech proti vnější bezpečnosti státu a zákonem ze dne 2. srpna 1947 o potlačování válečných zločinů byla zavedena jako forma trestu smrti poprava zastřelením. Zákonem ze dne 2. dubna 1948 byly upraveny dva články trestního zákoníku a poprava zastřelením byla potvrzena jako legální způsob popravy. Popravy standardně probíhaly ve vězení, ale mohly být vykonány i na jiných místech, které určil ministr spravedlnosti.
Od roku 1945 byl trest smrti až do jeho zrušení v roce 1979 udělen 18 lidem, včetně čtyř německých válečných zločinců a jedenácti kolaborantů. Z těchto osmnácti lidí jich bylo popraveno devět. První z těchto rozsudků smrti byl vynesen 4. června 1945 a vykonán byl 30. června 1945. Poslední z nich byl vynesen 11. února 1958 a odsouzenému byl trest zmírněn 30. května 1958.
Poslední poprava na území Lucemburska byla vykonána na střelnici nacházející se v ulici Reckendall v Lucemburku dne 24. února 1949. Tehdy byl zastřelen kolaborant s nacisty, který byl k trestu smrti odsouzen 24. března 1948.
Ze čtyř německých válečných zločinců, Wilhelma Hillebranda, Fritze Harmanna, Adolfa Raderschalla a Herberta Dietricha, byli tři omilostněni a v 50. letech 20. století opustili území Lucemburska. Adolf Raderschall nebyl dopaden a k trestu smrti byl odsouzen v nepřítomnosti.
Mezi kolaboranty odsouzenými k trestu smrti po druhé světové válce byli Joseph Decker, Norbert Siiner, Antoine Thill, Damian Kratzenberg, Ferdinand Spierkel, Jean Koetz, Marcel Stirres, Égide Welter, Marcel Reuter, Albert Kreins, Léon Bisenius a Henri Rolgen.
Od zavedení trestního zákoníku v roce 1879 byl vykonán jediný rozsudek smrti podle obecného práva. Ostatní tresty smrti byly prakticky automaticky prominuty. Tento rozsudek ze dne 4. května 1948 byl vykonán 7. srpna 1948. Tehdy byl zastřelen 50letý muž za vraždu pěti lidí.

## Zrušení trestu smrti
Trest smrti byl zákonem zrušen roku 1979. Dne 29. dubna 1999 byla změněna lucemburská ústava, takže zavedení trestu smrti zákonem již není možné.
Lucembursko podepsalo a ratifikovalo protokol č. 6 Úmluvy o ochraně lidských práv a základních svobod i protokol č. 13 Úmluvy o ochraně lidských práv a základních svobod. Protokol č. 6 byl ratifikován dne 19. února 1985 a vešel v platnost dne 1. března 1985. Protokol č. 13 byl ratifikován dne 21. března 2006 a v platnost vešel dne 1. července 2006.